# FairlyLife
『FairlyLife』（フェアリー・ライフ）は2008年10月10日にHOOKから発売されたアダルトゲーム。HOOKの7作目であり、第4作の『Like Life』と同様、萌え擬人化を題材とした恋愛アドベンチャーゲームである。ただし、同作の続編ではなく『同じ世界を舞台とした別作品』である。
主要なヒロインの数は5人。タイトルのFairlyLifeには「平等な命」「公平な生活」といった意味がある。

## リリース
本作は2008年10月10日にHOOKから発売された。
2008年12月末開催の「コミックマーケット75」では、メインヒロインのひとり・高岡未来を題材としたミニミニファンディスク『みくりまくり』付き描き下ろしテレカが販売され、2009年1月23日には一般店頭販売も開始された。その一年後、2009年12月末開催の「コミックマーケット77」では頼子（よりこ）を題材としたミニミニファンディスク『よりこりまくり。』付き描き下ろしテレカが販売された。
2010年2月25日にはGN SoftwareよりPlayStation Portable版『FairlyLife MiracleDays』（フェアリー・ライフ ミラクル・デイズ）が発売。

## あらすじ
本作では序盤から第7話までの共通ルートを「For You Mode」（フォーユーモード）、第8話以降の各ヒロイン別個別ルートを「For Me Mode」（フォーミーモード）と呼ぶ。後者のいずれかのルートをクリアするとタイトル画面の「おまけモード」から番外編となる「Extra Scenario」と、各ヒロイン別の特別モードである「Ultimate Status」（アルティミットステイタス）が選択できるようになる。なお、For Me Modeの各エピソードは「おまけモード」の「シーン回想」で鑑賞できる。

### プロローグ
都会に程近い閑静なベッドタウンである船見市にある「船見学園」に通う主人公・高岡晃範は、幼馴染の山南南とその日の朝、いつものように登校していた。二人が学園に到着したその時、コントロールが利かなくなった人工衛星が学校の敷地に墜落する。二人は校内で人工衛星の残骸を見つけられなかったものの、背中にロケットブースターを背負った謎の少女と出会う。「あさがお」と名乗るその少女は、自分こそが墜落した人工衛星だと主張し、晃範に会いたいがために人の姿になって宇宙から地上に降りてきたと語る。
その日を境に、晃範の周囲では携帯電話や冷蔵庫、ティッシュボックスといった様々なモノが「擬人化」し始める。

### For You Mode
- 第1話 晴れ時々人工衛星
- 第2話 LikeLifeへようこそ!
- 第3話 転入生はお犬様?
- 第4話 学園祭 その1
- 第5話 学園祭 その2
- 第6話 大水泳大会
- 第7話 生徒会の危機?

### For Me Mode
南ルート
- 第8話 炸裂! 超能力?
- 第9話 南の決意
- 第10話 またまたピンチ! 生徒会解散?
- 第11話 南の意志
- 第12話 幸せの場所
- 第13話 楽しい未来の作り方
- 第14話 団結!
- 第15話 復活生徒会!
- 第16話 幸せは続いていく

あさがおルート
- 第8話 人工衛星
- 第9話 デジタルコミュニケーション
- 第10話 約束
- 第11話 キミノタメニデキルコトI
- 第12話 キミノタメニデキルコトII
- 第13話 キミノタメニデキルコトIII
- 第14話 フタリノタメニデキルコト
- 第15話 Born Again Rocketeer
- 第16話 over...

未来ルート
- 第8話 生徒会主催写真コンテスト!
- 第9話 勝利の報賞は……デート?
- 第10話 生徒会のモノ達の休息
- 第11話 溜息アンサンブル
- 第12話 本当の私
- 第13話 ヒトとモノの狭間で
- 第14話 未来と一緒にいる時間
- 第15話 ステップを踏みながら
- 第16話 これからも続く日常

弓月・直子共通ルート
- 第8話 入れ替わりカラオケ大会
- 第9話 2人の学園生活
- 第10話 驚天動地のハプニング

弓月ルート
- 第11話 支え
- 第12話 伝えたいこと
- 第13話 これからも……

直子ルート
- 第11話 ひとりぼっち
- 第12話 立ち位置
- 第13話 寄りかかれる場所

弓月&直子ルート
- 第11話 仲違い
- 第12話 あゆみより
- 第13話 思い届くとき
- 第14話 気持ちの向きさき
- 第15話 かさねた手と手
- 第16話 ふたりでできること

優ルート
- 第8話 因縁スポーツ対決!
- 第9話 グスタフの受難
- 第10話 ある雨の日のさがしもの
- 第11話 絆とスカーフ
- 第12話 あかねの恋のレッスン
- 第13話 休日の過ごし方
- 第14話 あかね誘拐事件
- 第15話 ラブ・コール
- 第16話 恋の五番勝負
- 第17話 フライング・ディスクドッグ!(PSP版のみ追加シナリオ)

### Extra Scenario
加奈子編と頼子編にはHシーンがある。
加奈子編
- 第1話 加奈子
- 第2話 傘をさそう

頼子編
- 第1話 他愛のなく、それでいて幸せな日のこと
- 第2話 頼子さんの悩み

グスタフ編
- グスタフな1日

曽我部編
- その名は怪盗

## 擬人化
モノが擬人化するときはそのモノの製造年などに関係なく、晃範と同い年くらいの女の子。体はあさがおや未来のように普通の人間の大きさで普通の人間と同じ機能を持つ場合と小冷やちりのように小さなマスコットタイプになる場合がある。なお、全てのモノは擬人化した後も、モノだった頃の機能を持っているが、モノだった頃の機能と必ずしも完全一致するとは限らない。また、モノに文字が書かれていた場合は擬人化した後も体のどこかにそのまま現れる。犬などの動物とも会話でき、擬人化していないモノともある程度会話が可能。歳は擬人化した後からとり始める（スタートは主人公と同い年くらい）。モノ同士でもそれぞれに個体差、個性、血液型やパーソナリティがある。製造年月日と関係なく、誕生日がある。同じモノでも見た目もそれぞれ違う。食事は摂らなくても問題ないが、摂ることもできる。基本的にモノの時より長持ちし、人と同じくらいは生きられるようになる。
なお、モノが擬人化する理由はLikeLifeでは有川あとり(正確には有川家の家系の人間)の力が関係している事が判明するが、『FairlyLife』では特に理由は明かされない。また、LikeLifeではルートによっては最終的に擬人化が収束し、元のモノに戻ったが、FairlyLifeでは特にそのような事は起こらなかった。

## 登場人物

### メインキャラクター
主要人物達（主人公とヒロイン達）はいずれも船見学園2年C組に所属するクラスメイト同士。
高岡 晃範（たかおか あきのり）
この物語の主人公。「船見市」に位置する「船見学園」の2年生男子生徒。両親は共に科学者で研究所に滞在していることが多く、めったに家に帰ることがない。眼鏡をかけており真面目な性格の優等生。自室にはテレビが置かれているが、天気予報などを除いて放送番組を観ることはほとんどない。また、宇宙の話が好きで子供の頃は宇宙飛行士になることを目指しており、自室の天井からは太陽系惑星や宇宙ロケットの模型が吊るされている。南やあさがおといった一癖も双癖もある面々に振り回され苦労することが多く、いつも胃薬を持ち歩いている。
山南 南（やまなみ みなみ）
声：桃井穂美
晃範の幼馴染兼同級生で、船見学園の生徒会長でもある。晃範のことを「アッキー」と呼び、初対面の相手に彼を紹介するときも「高岡アッキー」と言ってしまう。
異常なまでに明るく、ポジティブ思考の持ち主であり、楽しいことが第一だと考えている。生徒会の活動中も悪ふざけをして話を脱線させるようなことが多い一方、学内での人気は高い。いつも「いいよね! うん、決定♪」のようなノリで大事なことを決めてしまう勝手気ままな人物であり、晃範のことを本人の承諾なしに生徒会副会長に推薦し、あさがおが現れた翌日には正式に就任させ、その数日後には本来11月に行われるはずの学園文化祭を4月に実行することを提案してしまった。前々から晃範に明確な好意を示していて、健気な一面を見せることもある。楽しいことのほかに、オカルトや超能力に関する話題も好き。父親は船見市の市長を務めている。
高岡 あさがお（たかおか あさがお）
声：木ノ下やや
船見学園の体育館に突如として現れた少女。その正体は晃範が子供の頃に彼の両親によって開発され打ち上げられた人工衛星「あさがお」。『LikeLife』のヒロインの一人・竜胆寺絆が会長を務める竜胆寺グループ系列の宇宙開発企業RAEL（ラエル、Rindouji Aerospace Engineering Laboratory）に所属していたが、数年前、主アンテナに故障が発生し、十分に観測を行えなくなっていた。しかし、自分がまだ地上で開発されている頃、研究所にやってきた晃範に「僕の平和を守って」と言われたことを思い出し、その後もずっと宇宙から彼のことを見守り続けていた。晃範に会いたいという気持ちが募った結果、気が付くと人の姿になって地上に降りていたのだという。その後、「高岡あさがお」として船見学園の生徒となり、晃範、南と同じクラスに転入する。
外見はほとんど人と変わらないが頭の左右両側にソーラーパネルのような2枚の板が付いている。晃範や彼の友人たちの平和を守ることが自分に課せられた使命だと感じており、困った人を見つけると放っておかずにすぐに飛んでゆく。健気で前向きな頑張り屋であるが、その気持ちが強過ぎるあまり、かえって晃範を困惑させてしまうことも。「レーザービーム」「ブースターパンチ」「ビームシールド」といった平和を守るための「48の必殺技」を使うことが出来る。
高岡 未来（たかおか みく）
声：北野妙
晃範が南とおそろいで購入していた高機能のワンセグ携帯電話。晃範は買ってから箱に入れたまま一度も使っていなかったが、生徒会副会長となったのを機にようやく持ち歩こうという気になった。うまく作動しなかったので一度購入店で修理してもらってから家に持ち帰った後、晃範が少し目を離している間に、あさがおと同様「擬人化」していた。頭の両側にアンテナと携帯ストラップが付いている。
性格は冷静沈着で、淡々とした口調であり何事も論理的に考えようとする。『LikeLife』のヒロインの一人で同じく携帯電話の擬人である高坂姫子とは異なり、自らの携帯電話としての機能は完璧に使える。
あさがおと同じように晃範たちのクラスに編入した後、計算・分析能力の高さを買われて生徒会の会計係に就任する。「未来」という名は、「人型の携帯電話って未来的なイメージがあるから」という理由で晃範が付けた。晃範に頼りにされるとフリーズすることがある。犬が苦手で、姿を見ると少し怯えてしまう。こっそり晃範の動画を撮り、何度も見ることに大きな幸せを感じている。ユーザーからの人気が高く、南やあさがおを抜いて今作の看板キャラクターとなっており、後に未来を取り上げたミニファンディスク『みくりまくり』も製作された。
沢渡 弓月（さわたり ゆづき）
声：細田なな
船見学園で学園祭が行われる前日に晃範たちのクラスに転入してきた少女。ほとんどテレビを観ることのない晃範も知っているほどの国民的アイドルであり、あまりの人気の高さゆえに生徒会が彼女の警護をすることになった。学園祭では晃範たち生徒会の出し物であるお化け屋敷に参加する。いつもにこやかで優しく、その人気に鼻をかける事も無いためにアイドルにありがちな悪い噂も無く、とても礼儀正しく皆に愛されている。
その正体は擬人化した銅像であり、本物の「沢渡弓月」が別に存在する
松田 直子（まつだ なおこ）
声：細田なな
本物の沢渡弓月。「沢渡弓月」は芸名であり、「松田直子」が本名。擬人のほうの弓月とは逆に気位が高く、キツい性格をしており、表情にも表れている。また、着用しているリボンの色など、それぞれに違いがある。
人前では弓月と同じような清純派を装っている。擬人の弓月のことは「あんた」「あいつ」などと呼んでいる。
自分そっくりに作られた銅像がある日擬人化したのに驚き、騒ぎになることを恐れて二人で一緒に船見市に引っ越してきた。多忙な生活を送っており、船見学園に転入する初日に寝坊してしまったため、擬人の弓月を代わりに学園に向かわせる。その後も忙しさが続いたため、ずっと弓月に登校をさせていた。
五味 優（いつみ ゆう）
声：星咲イリア
あさがお、未来に続いて晃範たちのクラスに転入してきた少女（登場は弓月より早い）。何かと気が強く、転校初日にして船見学園生徒会に「敵対宣言」をした。
両親は共に犬の調教師であり、自らも「グスタフ」という名の雄犬を連れたまま登校している。文化祭ではクラスの出し物である「犬耳喫茶」のウェイトレスをした。水泳以外のスポーツはどれも得意。
以前は『LikeLife』の舞台である下総ノ宮町に暮らしており、とある理由から下総ノ宮と同じ擬人化現象が発生した船見市に両親、大学生の姉、グスタフと一緒に引っ越してきた。

### サブキャラクター
小冷（おれい）
声：桜川未央
晃範の部屋にあるミニ冷蔵庫が擬人化した少女。あさがおや未来とは違い、2頭身でマスコットのようなキャラクター。晃範のことを「ヘタレ」呼ばわりするなど毒舌で飄々とした性格であり、他の登場人物のこともあだ名で呼ぶ。
消し子mkII（けしこマークツー）
声：神月あおい
新入生の教室にある黒板消しが擬人化した少女で、あさがおの攻略ルートのみに登場する。マスコットタイプ。
高岡 ちり（たかおか ちり）
声：草柳順子
高岡家にあった箱入りのティッシュペーパーが擬人化した少女。気弱でなよなよとした雰囲気を持つ。白いティッシュペーパーで体をドレスのように覆っている。マスコットタイプ。寝起きが悪く、朝早くはいつも眠たそうにしている。
ランタン様（らんたんさま）
声：歯粉崎みどり
南がもっていたカボチャのアクセサリーが擬人化した少女。「妾（わらわ）は神じゃ」など古風な言葉を使う。マスコットタイプ。
あゆみ
声：長谷川かのん
町の商店街にある募金箱が擬人化した少女。頭の上に「歩美の箱」と書かれた木箱を載せている。マスコットタイプ。
中里 結花子（なかざと ゆかこ）
声：大波こなみ
晃範の従姉である科学者で、あさがおの開発や整備にも関わっている。親がほとんど家にいない晃範の保護者ということになっているが、家事の類は晃範に任せきりである。また、マッドサイエンティストでもあり、晃範の脳髄にも興味を持っている。結花子のために高岡家の一部は研究室になっており、様々な機械が置かれている。
有栖川 京華（ありすがわ きょうか）
声：静野ももか
晃範たちのクラスの担任である女性教師であり、生徒会顧問。生徒たちの悩みの相談役となるカウンセラーも務めているが、カウンセリングという名の「説教」により、かえって相手を精神的に追い詰めてしまうことが多く、病院送りになった者もいたことから、「ラストカウンセラー」と呼ばれ恐れられている。自分のことを人工衛星や携帯電話だと主張するあさがおや未来のことをクラスの生徒たちのほとんどは素直に信じたが、有栖川はそれを受け入れず、精神疾患を疑っている。学園祭時に南から蛇女の役を任されていた。また、学園祭時にカウンセリングの店を開いていたが午前中に他の教師らからすぐにやめるよう説得され閉じたことを不満に思っている。
真鶴 竜生（まなづる たつき）
声：柳沢降臨
船見学園風紀委員会の副委員長である3年生の男子生徒。かつて行われた生徒会長選挙で南に敗北したことから生徒会をやたらと敵視しており、晃範が副会長となってからは主に彼に対してちょっかいを出すようになった。自分こそが学園の指導者にふさわしいと勝手に思い込んでいるほか、全ての女性は自分の元へ帰ってくるものだと信じ込んでいるが、女生徒からかなり嫌われている。
なお、アダルトゲーム雑誌『BugBug』の2008年11月号には、かつて実施された南との生徒会長選挙の様子を描いた書き下ろしミニ小説『生徒会長爆誕!』が掲載された。
グスタフ(Gustav)
声：柳沢降臨
優が飼っているオスの雑種犬。全身が黒い毛で覆われており、首には赤いスカーフが巻かれている。優の転校初日も彼女と共に学園にやってきたが、優が学園の駐輪場で自転車をなぎ倒してしまい、それを直している間に先に教室にやってきてしまった。そのため、有栖川から間違えて転校生の優だと紹介されてしまい、晃範たちはあさがおや未来が擬人化したのと同じ原理で五味優という少女も雄犬の姿になってしまったのだと勘違いしてしまった。犬掻きによる水泳が得意。
あかね
声：？
グスタフの首に巻かれていた赤いスカーフが擬人化した少女。マスコットタイプでボーイッシュな口調。優の攻略ルートでのみ登場する。ランタン様とは仲が悪く、よく口喧嘩になる。優が下総ノ宮に住んでいたとき一度擬人化したが、ある日突然元のスカーフの姿に戻ってしまった。そのため優は船見市で擬人化現象が起きたことを知ると、あかねを再び擬人化させる方法を探るため、船見学園に転入するのを決意することになった。
マリア(Maria)
声：新堂真弓
グスタフが以前下総ノ宮で野良犬として暮らしていたときの知り合いだった雌犬。グスタフの「Extra Scenario」のみに登場する。松本という名の女性に飼われており、彼女が船見市に引っ越すことになったため、一緒にやってきた。2009年4月1日には、擬人化したマリアを題材としたファンディスク『いぬりまくり』が2009年4月24日に発売されるというエイプリルフールネタがHOOK公式サイトに掲載された。
頼子（よりこ）
声：朝倉四季
生徒会室で4年間に渡って使われていたコピー機が擬人化した女性で、未来と共に晃範をサポートしている。会社で働くOLのような服を着ているが、年齢的にも主人公と同じである。いつも優しく、とても気が利く一方、ちょっとドジなところがある。晃範から「これからも頼りにしている」という意味をこめて「頼子」と名づけられた。
一方、基本的に学園から出ようとしない出不精で外の世界の事をあまり知らない。生徒会で書記を務めている。正式な承認を得ていないので、風紀委員のリコール騒動でやり玉に挙げられたが、「元々生徒会の備品（所属）だったから」という少々強引な理由で通した。印刷の際、全て手書きで行っている。
なお、1回目の優勝者である未来を除いたキャラクターで行われた2回目の人気投票で圧勝し、ミニミニファンディスクである『よりこりまくり』の主役権を獲得している。
加奈子（かなこ）
声：藤森ゆき奈
学園に置き忘れた傘が擬人化した少女で、「加奈子」というのは元々彼女の持ち主だった生徒の名前である。頼子と同様に自覚が無いまま意識を持ち始め、持ち主がなかなか現れなかった事をきっかけに擬人化した。昔風の黒いセーラー服を着ている。いつも水に濡れており、肩にはてるてる坊主が乗っている。暗い性格で少し不気味なところがあるが、口少ないながらもちゃんと話す事があり、心許した相手にはいろいろな表情を見せる。小冷、ちり、ランタン様たちと一緒に学園祭のお化け屋敷に参加した。
初登場時のキャラ紹介では「誰かの置き傘」と表示されるが、加奈子が擬人であることがプレイヤー以外に判明するのは優の攻略ルートのみである。
自販子（じはんこ）
声：新堂真弓
町にあった自動販売機が擬人化した女性。露出度の高い服を着ている。胸に触った後、スカートの中に手を入れるとドリンクが取り出せるようになっている。
PSP版『LikeLife』『Like Life every hour』のショートストーリー特別編にもゲスト出演している。
曽我部 冬子（そがべ ふゆこ）
声：歯粉崎みどり（ゲーム）、あきやまかおる（ドラマCD）
風紀委員の委員長を務める3年生女子生徒で、竜生とは同級生。竜生や他の風紀委員とは違い穏健派で、晃範たち生徒会にも一定の理解を持っている。

## スタッフ
- 原画：
  - 山南南、高岡未来：松下まかこ
  - 高岡あさがお、沢渡弓月、五味優：らっこ
- シナリオ：川波無人、モーリー
- 音楽：松浦貴雄
- 主題歌：
  - オープニングテーマ『FairlyLife』橋本みゆき
  - 挿入歌『ソラ』土屋実紀
  - エンディングテーマ『笑顔にかえて』NANA
- 監督：川波無人
- エグゼクティブプロデューサー：亜佐美晶
- 制作：HOOK

## 体験版
2008年9月19日から第5章の途中までがプレイ可能な体験版（キャラクター音声あり）が公式ウェブサイトよりダウンロード可能。10月1日には5人のヒロインのHシーンの一部が収録された「Hオンリー体験版」が公開された。また「TECH GIAN」2008年11月号付録のDVD-ROMに収録された体験版にはオリジナルストーリー『メキシコより愛を込めて』も収録されている。

## 制作
本作の企画会議は『HoneyComing』の制作後に行われた。人工衛星の墜落というアイデアは川波からの提言であり、当初は題名を「LifeLike2」にする案もあったが、『LifeLike』の続編と誤認する恐れがあったため、最終的に「FairlyLife」に決まった。
『HoneyComing』ではメインではないヒロインの人気が高かったことを受け、本作の開発に当たってはメインヒロインの人気を出そうと考えていた。従来のHOOK作品では幼馴染や妹など、ゲーム序盤から主人公に好意を寄せるヒロインがいたのに対し、本作ではこのようなキャラクターをあえて用意しなかった。ゲーム序盤における主人公との関係性が各ヒロイン平等になったと同時に、誰がメインヒロインなのかわかりにくくなってしまった。あさがおか南のどちらかがメインヒロインの候補として残り、前者をメインヒロインにしようという話になったものの、最初のキービジュアルを発表した段階で未来に注目が集まってしまった。そのため、2枚目以降のキービジュアルでは未来を中心に据えられ、メインヒロインを一番人気にするのは見送られた。
キャラクターのうち、南は『LifeLike』の結末を超える存在として設定された。一方、HOOKのゼネラルマネージャー・keiは、南があまりにも頭が悪く、遊んでいるうちに信用できなくなるうえ、他のヒロインのルートでも邪魔ばかりされるため、それから本人のルートを遊んでも印象が改善できていないと「HOOKSOFT 10th ANNIVERSARY FANBOOK」収録のスタッフ座談会の中で指摘している。

## 関連商品
CD
- FairlyLife The First Review "What are you doing?"（2008年5月30日発売）
- Brilliant Moment（2008年8月9日発売）
- ドラマCD 真夏のネバーランド大混戦! 〜大人になんてなりたくない〜（2008年8月17日発売）
- FairlyLife オリジナルサウンドトラック（2009年2月25日発売）

小説版
- FairlyLife パラダイムノベルズ
  - 上巻（2009年3月25日発売、ISBN 978-4-89490-902-1）
  - 下巻（2009年4月25日発売、ISBN 978-4-89490-910-6）

画集
- HOOKSOFT メモリアルイラストコレクション（2009年1月31日発売、ISBN 978-4-86176-618-3）
- FairlyLife ビジュアルファンブック（2009年5月23日発売、ISBN 978-4-7756-0391-8）

その他
- 高岡未来 抱き枕カバー

## 漫画版
森崎くるみによる漫画版は「月刊コンプエース」の2008年11月号から2009年1月号まで全3話が連載された。単行本化はされていない。あさがおの攻略ルートをもとに構成されており、ゲームでは名前の判明していないRAEL社員の男性に「新村賢哉」という名が付けられていた。

## 反響

### キャラクターに対する反響
まかこは、未来をデザインした時からユーザーに気に入られるという感覚があったとスタッフ座談会の中で述懐しており、アンテナや大きなストラップをチャームポイントとして挙げている。
発売後も未来の一番人気は変わらず、次いでサブキャラクターの頼子が二番人気となった。これについてまかこは「破天荒な南をこの2人がフォローしたことで、2人の人気に拍車がかかった」「中毒性の高いキャラクターが他にいなかった」と分析している。
また、keiによるとあさがおは最下位だったといい、スタッフからは「かわいいが欲情しない」（川波）や「本当に妹的」（kei）といった声が挙がっている。